# Ultimo convegno
Ultimo convegno è un cortometraggio del 1913 diretto da Giovanni Enrico Vidali.

## Trama
Un produttore è sposato a una donna che non lo ama; il segretario del produttore sente di essersi innamorato della donna e, per timore di compromettersi, decide di lasciare il lavoro ma chiede un ultimo incontro con la donna. I due si incontrano una notte nella quale il marito è assente; un pacco contenente denaro è stato lasciato  in fabbrica nell'ufficio del proprietario e, un altro impiegato, col vizio del gioco d'azzardo e indebitato, venutolo a sapere, lo ruba e si allontana inosservato mentre il segretario, di ritorno dalla casa, viene notato dal guardiano vicino alla fabbrica. Dopo che è partito in treno per un'altra città, viene arrestato per il furto senza opporre resistenza e neanche prova a difendersi. Il vero ladro, per il rimorso, restituisce di nascosto i soldi. Il datore di lavoro, ritrovati i soldi, avvisa la polizia e riflette sulla stranezza del segretario che non ha provato a difendersi. Inizia quindi a sospettare della moglie.